# Vinalesa
Vinalesa község Spanyolországban, Valencia tartományban. Vinalesa Valencia, Alfara del Patriarca, Bonrepòs i Mirambell és Foios községekkel határos. Lakosainak száma 3531 fő (2024).

## Népesség
A település népessége az utóbbi években az alábbiak szerint változott:
| Lakosok száma | 2378 | 2576 | 2783 | 3123 | 3205 | 3244 | 3345 | 3420 | 3525 | 3531 |
|               | 2001 | 2004 | 2007 | 2009 | 2012 | 2014 | 2017 | 2019 | 2022 | 2024 |